# Gordonsville (Tennessee)
Gordonsville – miasto w Stanach Zjednoczonych, w stanie Tennessee, w hrabstwie Smith.